# Kearny (Nova Jersey)
Kearny és una població dels Estats Units a l'estat de Nova Jersey. Segons el cens del 2007 tenia 37.295 habitants.

## Demografia
Segons el cens del 2000, Kearny tenia 40.513 habitants, 13.539 habitatges, i 9.802 famílies. La densitat de població era de 1.711,4 habitants/km².
Dels 13.539 habitatges en un 34,6% hi vivien nens de menys de 18 anys, en un 53,8% hi vivien parelles casades, en un 13,2% dones solteres, i en un 27,6% no eren unitats familiars. En el 21,8% dels habitatges hi vivien persones soles el 8,8% de les quals corresponia a persones de 65 anys o més que vivien soles. El nombre mitjà de persones vivint en cada habitatge era de 2,81 i el nombre mitjà de persones que vivien en cada família era de 3,28.
Per edats la població es repartia de la següent manera: un 21,5% tenia menys de 18 anys, un 10,7% entre 18 i 24, un 35,7% entre 25 i 44, un 21,3% de 45 a 60 i un 10,9% 65 anys o més.
L'edat mediana era de 35 anys. Per cada 100 dones de 18 o més anys hi havia 107 homes.
La renda mediana per habitatge era de 47.757 $ i la renda mediana per família de 54.596 $. Els homes tenien una renda mediana de 38.672 $ mentre que les dones 30.620 $. La renda per capita de la població era de 20.886 $. Aproximadament el 6,1% de les famílies i el 8,6% de la població estaven per davall del llindar de pobresa.

## Poblacions properes
El següent diagrama mostra les poblacions més properes.